# Stigmatellina epilobii
Stigmatellina epilobii är en svampart som beskrevs av Bat. & H. Maia 1960. Stigmatellina epilobii ingår i släktet Stigmatellina, divisionen sporsäcksvampar och riket svampar.   Inga underarter finns listade i Catalogue of Life.